# Phortica sexpunctata
Phortica sexpunctata är en tvåvingeart som först beskrevs av Seguy 1938.  Phortica sexpunctata ingår i släktet Phortica och familjen daggflugor.
Artens utbredningsområde är Kenya. Inga underarter finns listade i Catalogue of Life.